# Flatirons
Pour les articles homonymes, voir Flatiron.
Les Flatirons sont une formation rocheuse culminant à 2 286 mètres à Boulder dans le Colorado. Les cinq sommets sont numérotés du nord au sud (respectivement 1er à 5e flatiron) et s'élèvent le long du versant oriental de Green Mountain (en) dans les montagnes Rocheuses.

## Toponymie
Le terme flatiron ou chevron désigne un relief de forme triangulaire à forte pente créé par l'érosion différentielle d'une couche de roche résistante recouvrant une strate plus tendre. Le terme aux États-Unis désigne parfois seulement ces cinq sommets. D'autres formes de relief qualifiées de flatirons sont présentes plus au sud (Bear Peak) et dans les contreforts environnants.
Les Flatirons étaient désignés comme les dalles de Chautauqua vers 1900 et les Pentes (Crags) vers 1906.
L'origine du nom peut venir de « Flat iron » signifiant en anglais « fer à repasser », une allusion à la forme qu'avait l'appareil autrefois, ou bien de la similitude de forme avec le Flatiron Building achevé en 1902.

## Géologie
Les monts sont constitués d'un conglomérat de grès de la Fountain Formation (en). Leur âge est estimé à 290 - 296 millions d'années. Leur soulèvement et leur inclinaison actuels se sont produits il y a entre 35 et 80 millions d'années pendant l'orogenèse laramienne, les exposant à l'érosion. Cette formation a donné lieu à d'autres types de reliefs comme celles du Jardin des dieux à Colorado Springs, les reliefs du parc d'État de Roxborough dans le comté de Douglas, ou le Red Rocks Amphitheatre à Morrison.

## Escalade
La formation fait partie des parcs et espaces de la ville de Boulder et est une destination prisée des randonneurs et des grimpeurs, avec des cotations allant de 5.0 à 8c.

## Symbolique
Ils sont l'emblème de Boulder et un lieu privilégié des photographes, dessinateurs, peintres et sculpteurs. La mairie, l'université du Colorado et les entreprises les reprennent comme symbole dans leurs logos et publicités. Boulder est souvent associé aux Silicon Flatirons en référence à la Silicon Valley.
Depuis les années 1950, le 1er Flatiron était peint du sigle CU de l'université du Colorado en lettres de 15 mètres de haut. Une nuit de novembre 1949, les étudiants Dale Johnson et Robert Rowlands gravissent le Flatiron et peignent le C qui est effacé puis peint à nouveau avec un U en plus. En 1980, la ville fait poser une couche de peinture sur les lettres pour restaurer l'aspect d'origine. Les lettres peuvent encore être distinguées en raison de la peinture rougeâtre utilisée pour les masquer.